# Tévieci mezolitikumi temető
A tévieci mezolitikumi temetőt 1938-ban tárták fel a franciaországi Bretagne-ban. Az ebből a korból származó temetők a kőkorszaki ember  életének nyomait hordozzák. A mezolitikum vagy más néven középső kőkorszak Európában i. e. 10 000 – i. e. 3000-ra tehető. Erre az időszakra a vadászat és gyűjtögetés a jellemző. A régészeti feltárások egyik jelentős helyszíne Franciaország atlanti-óceáni partvidékén, Bretagne-ban található. Ekkoriban az Atlanti-óceán szintje alacsonyabban volt, mint ma. A korabeli emberek nyomai jelenleg a tenger szintje alatt is lehetnek. A bretagne-i partok mellett fekvő Téviec szigete még a tengerszint felett van, itt lehet ásatásokat végezni.

## Tévieci sírok
A feltárt tíz tévieci sír 23 ember maradványait tartalmazza. Az egyik sír csak emlékhely, holttestet nem tartalmaz. Hét sírban több holttest is található.
Az egyik több holttestet tartalmazó sírban két női holttest volt, az egyik 35 a másik 25 év körüli. A holttesteken nyilak által ütött sebek és több fejsérülés található. A holttesteket nagy gonddal temették el. A sír egyik fele egy lakóépület alját képező kő alatt van, a másik részét a konyha törmeléke temette be. A tetejét agancsokkal fedték be. A sírban található tárgyak között tűzkövek és vaddisznócsontból készült tárgyak találhatók. Az ékszerek, nyakláncok, karkötők és bokagyűrűk fúrt tengeri kagylóból készültek. A csonttárgyakat vésett vonalakkal díszítették.
A temetkezés i. e. 6740 és i. e. 5680 közé tehető. A sírt 1938-ban tárták fel, 2010-ben restaurálták. A leletek a toulouse-i múzeumban találhatók.

## Galéria
A Tévieci leletek